# NGC 3477
NGC 3477 (również PGC 32997) – galaktyka spiralna (S0-a), znajdująca się w gwiazdozbiorze Lwa. Odkrył ją Albert Marth 25 marca 1865 roku. Jest to galaktyka z aktywnym jądrem typu LINER.